# Acentrella charadra
Acentrella charadra is een haft uit de familie Baetidae. De wetenschappelijke naam van de soort is voor het eerst geldig gepubliceerd in 2010 door Sroka & Arnekleiv.
De soort komt voor in het Palearctisch gebied.